# Resurrection (film, 1931)
Pour les articles homonymes, voir Resurrection.

Resurrection est un film américain pré-Code réalisé par Edwin Carewe, sorti en 1931.
C'est un remake d'une version muette sortie en 1927. Une version espagnole est sortie la même année par Universal Pictures avec les mêmes acteurs principaux John Boles et Lupe Vélez.

## Fiche technique
- Réalisation : Edwin Carewe
- Scénario : Finis Fox d'après Résurrection de Léon Tolstoï[2].
- Producteurs : E. M. Asher, Edwin Carewe, Carl Laemmle Jr.
- Photographie : Roben Kurrle, Al Green[1]
- Musique : Dimitri Tiomkin[1]
- Distributeur : Universal Pictures
- Durée : 81 minutes
- Date de sortie : 27 janvier 1931

## Distribution
- John Boles : Prince Dmitri Nekhludoff
- Lupe Vélez : Katyusha Maslova
- Rose Tapley : Princesse Sophya
- Nance O'Neil : Princesse Marya
- William Keighley : Captaine Schoenbock
- Michael Mark : Simon Kartinkin
- Sylvia Nadina : femme de Simon
- George Irving : Juge
- Edward Cecil : Smelkoff the Merchant
- Mary Forman : Beautiful Exile
- Grace Cunard : Olga
- Dorothy Flood : Princesse Hasan